# Eredivisie 2022–23
Eredivisie 2022–23 là mùa giải thứ 67 của Eredivisie, giải đấu bóng đá hàng đầu ở Hà Lan. Giải đấu bắt đầu vào ngày 5 tháng 8 năm 2022 và kết thúc vào ngày 28 tháng 5 năm 2023. Vì Giải vô địch bóng đá thế giới 2022 bắt đầu vào ngày 20 tháng 11 nên vòng đấu cuối cùng trước khi tạm dừng của Eredivisie 2022–23 được tổ chức vào các ngày 12–13 tháng 11. Giải đấu được tiếp tục thi đấu vào ngày 6 tháng 1 năm 2023.

## Các đội bóng
FC Emmen (lên hạng sau một năm vắng bóng), FC Volendam (lên hạng sau 13 năm vắng bóng) và Excelsior (lên hạng sau ba năm vắng bóng) được thăng hạng từ Eerste Divisie 2021–22. Willem II (xuống hạng sau tám năm ở giải đấu hàng đầu), PEC Zwolle  (xuống hạng sau mười năm ở giải đấu hàng đầu) và Heracles Almelo (xuống hạng sau mười bảy năm ở giải đấu hàng đầu) đã bị xuống hạng Eerste Divisie 2022–23.

### Sân vận động
| Câu lạc bộ       | Địa điểm   | Sân vận động (Svđ)         | Sức chứa | Vị trí mùa 2021–22                                          |
| ---------------- | ---------- | -------------------------- | -------- | ----------------------------------------------------------- |
| Ajax             | Amsterdam  | Johan Cruijff ArenA        | 55.865   | Vô địch                                                     |
| AZ               | Alkmaar    | Svđ AFAS                   | 19.478   | thứ 5                                                       |
| SC Cambuur       | Leeuwarden | Svđ Cambuur                | 10.500   | thứ 9                                                       |
| FC Emmen         | Emmen      | De Oude Meerdijk           | 8.600    | Eerste Divisie 2021–22, Vô địch (thăng hạng)                |
| Excelsior        | Rotterdam  | Van Donge & De Roo Stadion | 4.500    | Eerste Divisie 2021–22, thứ 6 (thắng play-off) (thăng hạng) |
| Feyenoord        | Rotterdam  | De Kuip                    | 47.500   | thứ 3                                                       |
| Fortuna Sittard  | Sittard    | Svđ Fortuna Sittard        | 10.300   | thứ 15                                                      |
| Go Ahead Eagles  | Deventer   | De Adelaarshorst           | 10 000   | thứ 13                                                      |
| FC Groningen     | Groningen  | Euroborg                   | 22.550   | thứ 12                                                      |
| SC Heerenveen    | Heerenveen | Svđ Abe Lenstra            | 27.224   | thứ 8                                                       |
| NEC              | Nijmegen   | Goffertstadion             | 12.500   | thứ 11                                                      |
| PSV              | Eindhoven  | Svđ Philips                | 36.500   | Á quân                                                      |
| RKC Waalwijk     | Waalwijk   | Svđ Mandemakers            | 7.500    | thứ 10                                                      |
| Sparta Rotterdam | Rotterdam  | Spartastadion Het Kasteel  | 11.000   | thứ 14                                                      |
| FC Twente        | Enschede   | De Grolsch Veste           | 30.205   | thứ 4                                                       |
| FC Utrecht       | Utrecht    | Svđ Galgenwaard            | 23.750   | thứ 7                                                       |
| Vitesse          | Arnhem     | GelreDome                  | 21.248   | thứ 6                                                       |
| FC Volendam      | Volendam   | Svđ Kras                   | 7.384    | Eerste Divisie 2021–22, Á quân (thăng hạng)                 |

### Số đội theo vùng
| Số đội | Vùng          | Tên đội                                |
| ------ | ------------- | -------------------------------------- |
| 3      | North Holland | Ajax, AZ, FC Volendam                  |
| 3      | South Holland | Excelsior, Feyenoord, Sparta Rotterdam |
| 2      | Friesland     | SC Cambuur, SC Heerenveen              |
| 2      | Gelderland    | NEC, Vitesse                           |
| 2      | North Brabant | PSV, RKC Waalwijk                      |
| 2      | Overijssel    | Go Ahead Eagles, FC Twente             |
| 1      | Drenthe       | FC Emmen                               |
| 1      | Groningen     | FC Groningen                           |
| 1      | Limburg       | Fortuna Sittard                        |
| 1      | Utrecht       | FC Utrecht                             |

### Nhân sự và trang phục
| Đội              | Chủ tịch              | Huấn luyện viên      | Đội trưởng       | Nhà sản xuất trang phục | Nhà tài trợ áo chính (trên ngực)   |
| ---------------- | --------------------- | -------------------- | ---------------- | ----------------------- | ---------------------------------- |
| Ajax             | Edwin van der Sar     | John Heitinga (a.i.) | Dušan Tadić      | Adidas                  | Ziggo                              |
| AZ               | René Neelissen        | Pascal Jansen        | Jordy Clasie     | Nike                    | Kansino                            |
| Cambuur          | Ype Smid              | Sjors Ultee          | Alex Bangura     | Craft                   | Bouwgroep Dijkstra Draisma         |
| Emmen            | Ronald Lubbers        | Dick Lukkien         | Jeroen Veldmate  | Hummel                  | EasyToys                           |
| Excelsior        | Bob de Lange          | Marinus Dijkhuizen   | Stijn van Gassel | Quick                   | DSW Zorgverzekeraar                |
| Feyenoord        | Toon van Bodegom      | Arne Slot            | Orkun Kökçü      | Adidas                  | EuroParcs                          |
| Fortuna Sittard  | Özgür Işıtan Gün      | Julio Velázquez      | Burak Yılmaz     | Masita                  | Hurkmans Groep                     |
| Go Ahead Eagles  | Jan Willem van Dop    | René Hake            | Mats Deijl       | Stanno                  | Jumper De diersuper                |
| Groningen        | Erik Mulder           | Dennis van der Ree   | Michael Verrips  | Robey                   | Office Centre                      |
| SC Heerenveen    | Cees Roozemond        | Kees van Wonderen    | Sven van Beek    | Macron                  | Ausnutria                          |
| NEC              | Ron van Oijen         | Rogier Meijer        | Lasse Schöne     | Legea                   | KlokGroep                          |
| PSV              | Robert van der Wallen | Fred Rutten (a.i.)   | Luuk de Jong     | Puma                    | Metropoolregio Brainport Eindhoven |
| RKC Waalwijk     | Peter Konijnenburg    | Joseph Oosting       | Michiel Kramer   | Stanno                  | Willy Naessens                     |
| Sparta Rotterdam | Leo Ruijs             | Maurice Steijn       | Adil Auassar     | Robey                   | De Goudse Verzekeringen            |
| Twente           | Paul van der Kraan    | Ron Jans             | Wout Brama       | Meyba                   | Pure Energie                       |
| Utrecht          | Pieter Leyssius       | Michael Silberbauer  | Nick Viergever   | Nike                    | T-Mobile                           |
| Vitesse          | Henk Parren           | Phillip Cocu         | Matúš Bero       | Nike                    | eToro                              |
| Volendam         | Jan Smit              | Wim Jonk             | Carel Eiting     | Robey                   | Bet City                           |

### Thay đổi Huấn luyện viên
| Đội             | Huấn luyện viên ra đi                    | Lý do                     | Ngày ra đi | Vị trí trên bảng | Thay bởi                                 | Ngày ký    |
| --------------- | ---------------------------------------- | ------------------------- | ---------- | ---------------- | ---------------------------------------- | ---------- |
| Ajax            | Erik ten Hag                             | Ký bởi Manchester United  | 15/5/2022  | Trước mùa giải   | Alfred Schreuder                         | 1/7/2022   |
| Go Ahead Eagles | Kees van Wonderen                        | Ký bởi SC Heerenveen      | 30/6/2022  | Trước mùa giải   | René Hake                                | 1/7/2022   |
| Groningen       | Danny Buijs                              | Kết thúc hợp đồng         | 30/6/2022  | Trước mùa giải   | Frank Wormuth                            | 1/7/2022   |
| SC Heerenveen   | Ole Tobiasen                             | Kết thúc quản lý tạm thời | 30/6/2022  | Trước mùa giải   | Kees van Wonderen                        | 1/7/2022   |
| PSV             | Roger Schmidt                            | Kết thúc hợp đồng         | 30/6/2022  | Trước mùa giải   | Ruud van Nistelrooy                      | 1/7/2022   |
| Utrecht         | Rick Kruys                               | Kết thúc quản lý tạm thời | 30/6/2022  | Trước mùa giải   | Henk Fraser                              | 1/7/2022   |
| Fortuna Sittard | Sjors Ultee                              | Sa thải                   | 22/8/2022  | thứ 17           | Dominik Vergoossen (a.i.)                | 22/8/2022  |
| Fortuna Sittard | Dominik Vergoossen (a.i.)                | Kết thúc quản lý tạm thời | 9/9/2022   | thứ 18           | Julio Velázquez                          | 9/9/2022   |
| Vitesse         | Thomas Letsch                            | Ký bởi VfL Bochum         | 19/9/2022  | thứ 14           | Phillip Cocu                             | 26/9/2022  |
| Cambuur         | Henk de Jong                             | Từ chức vì lý do sức khỏe | 20/10/2022 | thứ 14           | Pascal Bosschaart & Martijn Barto (a.i.) | 20/10/2022 |
| Cambuur         | Pascal Bosschaart & Martijn Barto (a.i.) | Kết thúc quản lý tạm thời | 13/11/2022 | thứ 17           | Sjors Ultee                              | 14/11/2022 |
| Groningen       | Frank Wormuth                            | Sa thải                   | 14/11/2022 | thứ 15           | Dennis van der Ree                       | 2/12/2022  |
| Utrecht         | Henk Fraser                              | Từ chức                   | 14/12/2022 | thứ 7            | Aleksandar Ranković (a.i.)               | 14/12/2022 |
| Utrecht         | Aleksandar Ranković (a.i.)               | Kết thúc quản lý tạm thời | 28/12/2022 | thứ 7            | Michael Silberbauer                      | 28/12/2022 |
| Ajax            | Alfred Schreuder                         | Sa thải                   | 26/1/2023  | thứ 5            | John Heitinga (a.i.)                     | 27/1/2023  |
| PSV             | Ruud van Nistelrooy                      | Từ chức                   | 24/5/2023  | thứ 2            | Fred Rutten (a.i.)                       | 24/5/2023  |

## Bảng xếp hạng

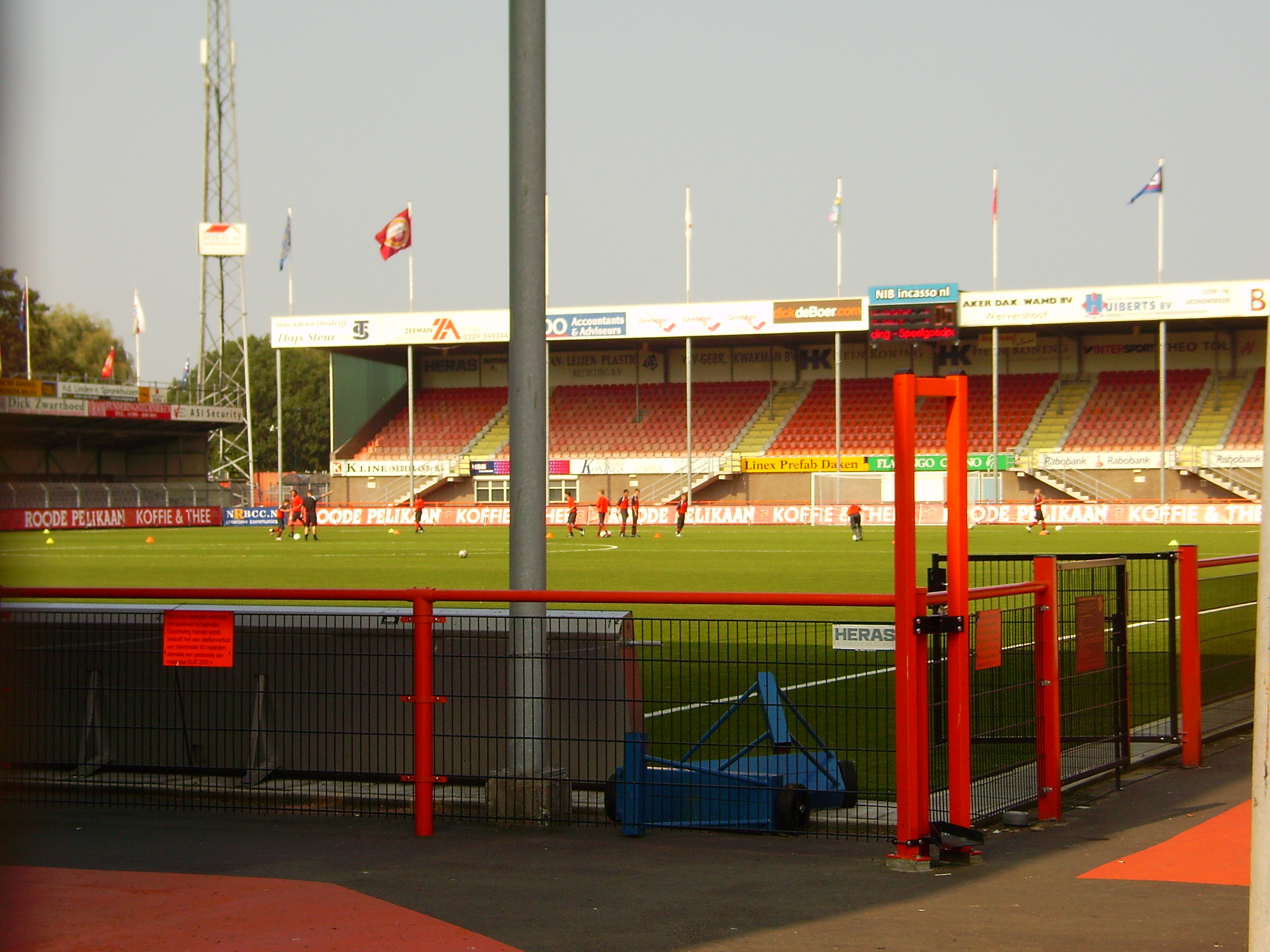
Sân vận động Kras, được sử dụng bởi câu lạc bộ Volendam (xếp vị trí thứ 14) trong mùa giải Eredivisie 2022-23.

| VT | Đội                     | ST | T  | H  | B  | BT | BB | HS  | Đ  | Giành quyền tham dự hoặc xuống hạng                  |
| -- | ----------------------- | -- | -- | -- | -- | -- | -- | --- | -- | ---------------------------------------------------- |
| 1  | Feyenoord Rotterdam (C) | 34 | 25 | 7  | 2  | 81 | 30 | +51 | 82 | Tham dự vòng bảng Champions League                   |
| 2  | PSV Eindhoven           | 34 | 23 | 6  | 5  | 89 | 40 | +49 | 75 | Tham dự vòng sơ loại thứ ba Champions League         |
| 3  | AFC Ajax                | 34 | 20 | 9  | 5  | 86 | 38 | +48 | 69 | Tham dự vòng play-off Europa League                  |
| 4  | AZ Alkmaar              | 34 | 20 | 7  | 7  | 68 | 35 | +33 | 67 | Tham dự vòng sơ loại thứ ba Europa Conference League |
| 5  | FC Twente (O)           | 34 | 18 | 10 | 6  | 66 | 27 | +39 | 64 | Tham dự vòng play-off giải đấu châu Âu               |
| 6  | Sparta Rotterdam        | 34 | 17 | 8  | 9  | 60 | 37 | +23 | 59 | Tham dự vòng play-off giải đấu châu Âu               |
| 7  | FC Utrecht              | 34 | 15 | 9  | 10 | 55 | 50 | +5  | 54 | Tham dự vòng play-off giải đấu châu Âu               |
| 8  | SC Heerenveen           | 34 | 12 | 10 | 12 | 44 | 50 | −6  | 46 | Tham dự vòng play-off giải đấu châu Âu               |
| 9  | RKC Waalwijk            | 34 | 11 | 8  | 15 | 50 | 64 | −14 | 41 |                                                      |
| 10 | SBV Vitesse             | 34 | 10 | 10 | 14 | 45 | 50 | −5  | 40 |                                                      |
| 11 | Go Ahead Eagles         | 34 | 10 | 10 | 14 | 46 | 56 | −10 | 40 |                                                      |
| 12 | NEC Nijmegen            | 34 | 8  | 15 | 11 | 42 | 45 | −3  | 39 |                                                      |
| 13 | Fortuna Sittard         | 34 | 10 | 6  | 18 | 39 | 62 | −23 | 36 |                                                      |
| 14 | FC Volendam             | 34 | 10 | 6  | 18 | 42 | 71 | −29 | 36 |                                                      |
| 15 | Excelsior Rotterdam     | 34 | 9  | 5  | 20 | 32 | 71 | −39 | 32 |                                                      |
| 16 | FC Emmen (R)            | 34 | 6  | 10 | 18 | 33 | 65 | −32 | 28 | Tham dự trận play-off trụ hạng                       |
| 17 | SC Cambuur (R)          | 34 | 5  | 4  | 25 | 26 | 69 | −43 | 19 | Xuống hạng Eerste Divisie                            |
| 18 | FC Groningen (R)        | 34 | 4  | 6  | 24 | 31 | 75 | −44 | 18 | Xuống hạng Eerste Divisie                            |

## Kết quả
| Nhà \ Khách      | AJA | AZ  | CAM | EMM | EXC | FEY | FOR | GAE | GRO | HEE | NEC | PSV | RKC | SPA | TWE | UTR | VIT | VOL |
| ---------------- | --- | --- | --- | --- | --- | --- | --- | --- | --- | --- | --- | --- | --- | --- | --- | --- | --- | --- |
| Ajax             |     | 0–0 | 4–0 | 3–1 | 7–1 | 2–3 | 4–0 | 1–1 | 6–1 | 5–0 | 1–0 | 1–2 | 3–1 | 4–0 | 0–0 | 3–1 | 2–2 | 1–1 |
| AZ               | 2–1 |     | 2–1 | 5–1 | 5–0 | 1–3 | 3–1 | 2–0 | 1–0 | 1–1 | 1–1 | 1–2 | 3–0 | 0–1 | 1–1 | 5–5 | 1–1 | 2–1 |
| Cambuur          | 0–5 | 0–1 |     | 1–2 | 0–2 | 0–3 | 1–2 | 4–1 | 0–1 | 1–2 | 0–1 | 3–0 | 4–0 | 0–3 | 0–1 | 0–3 | 0–3 | 0–3 |
| Emmen            | 3–3 | 0–3 | 0–0 |     | 2–0 | 1–3 | 0–1 | 2–2 | 0–0 | 0–0 | 0–0 | 1–0 | 1–1 | 0–2 | 0–3 | 3–2 | 2–2 | 1–1 |
| Excelsior        | 1–4 | 2–1 | 4–1 | 2–1 |     | 0–2 | 3–0 | 2–1 | 1–0 | 0–1 | 0–3 | 1–6 | 0–0 | 1–4 | 0–0 | 0–1 | 3–1 | 2–0 |
| Feyenoord        | 1–1 | 2–1 | 1–0 | 4–0 | 5–1 |     | 1–1 | 3–0 | 1–0 | 0–0 | 2–0 | 2–2 | 5–1 | 3–0 | 2–0 | 3–1 | 0–1 | 2–1 |
| Fortuna Sittard  | 2–3 | 0–3 | 1–4 | 0–1 | 1–0 | 2–4 |     | 0–2 | 3–1 | 2–0 | 1–1 | 2–2 | 0–0 | 0–0 | 0–3 | 3–4 | 2–0 | 2–0 |
| Go Ahead Eagles  | 0–0 | 1–4 | 0–0 | 2–0 | 3–1 | 3–4 | 2–0 |     | 1–1 | 1–1 | 1–0 | 2–5 | 3–2 | 0–1 | 2–0 | 2–2 | 2–2 | 3–0 |
| Groningen        | 2–3 | 1–4 | 0–1 | 1–1 | 3–0 | 0–3 | 2–3 | 1–0 |     | 0–2 | 0–1 | 4–2 | 2–3 | 0–5 | 1–1 | 1–2 | 0–1 | 2–2 |
| SC Heerenveen    | 2–4 | 0–2 | 2–1 | 2–3 | 0–0 | 1–2 | 2–1 | 2–0 | 3–1 |     | 0–0 | 0–1 | 1–4 | 0–0 | 2–1 | 1–2 | 1–3 | 2–1 |
| NEC              | 1–1 | 0–3 | 0–0 | 3–1 | 1–1 | 1–1 | 1–1 | 3–3 | 1–1 | 2–3 |     | 2–4 | 6–1 | 1–1 | 0–1 | 2–2 | 1–4 | 3–0 |
| PSV Eindhoven    | 3–0 | 0–1 | 5–2 | 4–1 | 4–0 | 4–3 | 2–1 | 2–0 | 6–0 | 3–3 | 3–0 |     | 1–0 | 0–0 | 3–1 | 6–1 | 1–0 | 7–1 |
| RKC Waalwijk     | 1–4 | 3–1 | 5–1 | 2–0 | 5–2 | 0–1 | 3–1 | 3–1 | 2–1 | 0–0 | 1–3 | 0–1 |     | 2–2 | 0–5 | 2–2 | 1–0 | 4–1 |
| Sparta Rotterdam | 0–1 | 2–3 | 4–1 | 3–1 | 1–0 | 1–3 | 3–1 | 2–1 | 2–1 | 4–0 | 2–0 | 0–1 | 0–0 |     | 1–1 | 0–3 | 3–1 | 4–0 |
| Twente           | 3–1 | 2–1 | 4–0 | 2–0 | 4–0 | 1–1 | 3–0 | 1–1 | 3–0 | 3–3 | 4–0 | 2–1 | 3–0 | 3–3 |     | 2–0 | 3–0 | 3–0 |
| Utrecht          | 0–2 | 1–2 | 0–0 | 3–2 | 1–0 | 1–1 | 1–2 | 1–2 | 2–1 | 1–0 | 0–0 | 2–2 | 2–0 | 3–1 | 1–0 |     | 1–0 | 0–0 |
| Vitesse          | 1–2 | 0–1 | 2–0 | 2–1 | 0–0 | 2–5 | 1–2 | 2–0 | 6–0 | 0–4 | 0–0 | 1–1 | 2–2 | 0–4 | 2–2 | 2–0 |     | 1–1 |
| Volendam         | 2–4 | 1–1 | 2–0 | 3–1 | 3–2 | 0–2 | 2–1 | 2–3 | 3–2 | 1–3 | 1–4 | 2–3 | 2–1 | 2–1 | 1–0 | 0–4 | 2–0 |     |

## Thống kê

### Ghi bàn hàng đầu
Tính đến ngày 28/5/2023
| Hạng | Cầu thủ              | Câu lạc bộ    | Số bàn thắng |
| ---- | -------------------- | ------------- | ------------ |
| 1    | Anastasios Douvikas  | Utrecht       | 19           |
| 1    | Xavi Simons          | PSV Eindhoven | 19           |
| 3    | Sydney van Hooijdonk | SC Heerenveen | 16           |
| 4    | Santiago Giménez     | Feyenoord     | 15           |
| 5    | Luuk de Jong         | PSV Eindhoven | 14           |
| 6    | Brian Brobbey        | Ajax          | 13           |
| 7    | Václav Černý         | Twente        | 12           |
| 7    | Vangelis Pavlidis    | AZ            | 12           |
| 7    | Steven Bergwijn      | Ajax          | 12           |
| 7    | Michiel Kramer       | RKC Waalwijk  | 12           |
| 7    | Ricardo Pepi         | Groningen     | 12           |

### Hat-trick
| Rnd | Cầu thủ              | Câu lạc bộ    | Bàn thắng         | Thời gian | Chủ nhà         | Tỉ số | Khách         |
| --- | -------------------- | ------------- | ----------------- | --------- | --------------- | ----- | ------------- |
| 2   | Steven Bergwijn      | Ajax          | 4', 45', 57'      | 14/8/2022 | Ajax            | 6–1   | Groningen     |
| 3   | Sydney van Hooijdonk | SC Heerenveen | 5', 72', 77'      | 20/8/2022 | Vitesse         | 0–4   | SC Heerenveen |
| 3   | Cody Gakpo           | PSV Eindhoven | 25' (p), 39', 51' | 31/8/2022 | PSV Eindhoven   | 7–1   | Volendam      |
| 5   | Anastasios Douvikas  | Utrecht       | 71' (p), 77', 86' | 2/9/2022  | Fortuna Sittard | 3–4   | Utrecht       |
| 19  | Anastasios Douvikas  | Utrecht       | 12', 16', 65'     | 28/1/2023 | AZ              | 5–5   | Utrecht       |
| 19  | Vangelis Pavlidis    | AZ            | 31', 34', 78'     | 28/1/2023 | AZ              | 5–5   | Utrecht       |
| 30  | Ole Romeny           | Emmen         | 47', 75', 90+2'   | 22/4/2023 | Heerenveen      | 2–3   | Emmen         |
| 33  | Million Manhoef      | Vitesse       | 4', 56', 74'      | 21/5/2023 | Vitesse         | 6–0   | Groningen     |

### Kiến tạo hàng đầu
Tính đến ngày 15/5/2023
| Hạng | Cầu thủ           | Câu lạc bộ       | Số kiến tạo |
| ---- | ----------------- | ---------------- | ----------- |
| 1    | Dušan Tadić       | Ajax             | 18          |
| 2    | Cody Gakpo        | PSV Eindhoven    | 12          |
| 3    | Vito van Crooij   | Sparta Rotterdam | 11          |
| 3    | Carel Eiting      | Volendam         | 11          |
| 5    | Václav Černý      | Twente           | 10          |
| 6    | Oussama Tannane   | NEC              | 9           |
| 6    | Steven Berghuis   | Ajax             | 9           |
| 6    | Joey Veerman      | PSV Eindhoven    | 9           |
| 6    | Mats Seuntjens    | RKC Waalwijk     | 9           |
| 6    | Gijs Smal         | Twente           | 9           |
| 11   | Yukinari Sugawara | AZ               | 8           |
| 11   | Sven Mijnans      | AZ               | 8           |
| 11   | Xavi Simons       | PSV Eindhoven    | 8           |

### Giữ sạch lưới
Tính đến ngày 15/5/2023
| Hạng | Cầu thủ             | Câu lạc bộ       | Số trận sạch lưới |
| ---- | ------------------- | ---------------- | ----------------- |
| 1    | Lars Unnerstall     | Twente           | 15                |
| 2    | Nick Olij           | Sparta Rotterdam | 13                |
| 3    | Justin Bijlow       | Feyenoord        | 12                |
| 4    | Vasilis Barkas      | Utrecht          | 10                |
| 4    | Walter Benítez      | PSV Eindhoven    | 10                |
| 6    | Jasper Cillessen    | NEC              | 9                 |
| 7    | Stijn van Gassel    | Excelsior        | 7                 |
| 7    | Jeffrey de Lange    | Go Ahead Eagles  | 7                 |
| 7    | Andries Noppert     | SC Heerenveen    | 7                 |
| 7    | Ivor Pandur         | Fortuna Sittard  | 7                 |
| 7    | Gerónimo Rulli      | Ajax             | 7                 |
| 12   | Mickey van der Hart | Emmen            | 6                 |
| 12   | Mathew Ryan         | AZ               | 6                 |
| 12   | Etienne Vaessen     | RKC Waalwijk     | 6                 |

### Thẻ
Tính đến ngày 15/5/2023

#### Cầu thủ
- Thẻ vàng nhiều nhất: 10
  -  Edson Álvarez (Ajax)

- Thẻ đỏ nhiều nhất: 2
  -  Carlens Arcus (Vitesse)
  -  Iliass Bel Hassani (RKC Waalwijk)
  -  Doğan Erdoğan (Fortuna Sittard)
  -  Mees Hoedemakers (Cambuur)
  -  Shurandy Sambo (Sparta Rotterdam)

#### Câu lạc bộ
- Thẻ vàng nhiều nhất: 60
  - Fortuna Sittard

- Thẻ đỏ nhiều nhất: 5
  - Vitesse

- Thẻ vàng ít nhất: 41
  - FC Emmen
  - PSV Eindhoven
  - Sparta Rotterdam
  - FC Volendam

- Thẻ đỏ ít nhất: 0
  - Feyenoord
  - Utrecht

## Giải thưởng

### Giải thưởng hàng tháng
| Tháng | Cầu thủ của tháng | Cầu thủ của tháng | Tài năng của tháng | Tài năng của tháng | Tham khảo |
| Tháng | Cầu thủ           | Đội               | Cầu thủ            | Đội                |           |
| ----- | ----------------- | ----------------- | ------------------ | ------------------ | --------- |
| 8     | Xavi Simons       | PSV Eindhoven     | Brian Brobbey      | Ajax               | [ 6 ]     |
| 9     | Cody Gakpo        | PSV Eindhoven     | Nathan Tjoe-A-On   | Excelsior          | [ 7 ]     |
| 10    | Cody Gakpo        | PSV Eindhoven     | Brian Brobbey      | Ajax               | [ 8 ]     |
| 11    | Taylor Booth      | Utrecht           | Kenneth Taylor     | Ajax               | [ 9 ]     |
| 1     | Nick Olij         | Sparta Rotterdam  | Xavi Simons        | PSV Eindhoven      | [ 10 ]    |
| 2     | Steven Berghuis   | Ajax              | Johan Bakayoko     | PSV Eindhoven      | [ 11 ]    |
| 3     | Xavi Simons       | PSV Eindhoven     | Manfred Ugalde     | Twente             | [ 12 ]    |
| 4     | Luuk de Jong      | PSV Eindhoven     | Santiago Giménez   | Feyenoord          | [ 13 ]    |
| 5     | Václav Černý      | Twente            | Million Manhoef    | Vitesse            | [ 14 ]    |

Đội hình của tháng:
- Tháng 8: Noppert (SC Heerenveen); Smal (Twente), Trauner (Feyenoord), Van Ewijk (SC Heerenveen); J. Veerman (PSV Eindhoven), Clasie (AZ), Simons (PSV Eindhoven); Gakpo (PSV Eindhoven), Bergwijn (Ajax), Brobbey (Ajax), Van Hooijdonk (SC Heerenveen).
- Tháng 9: Cillessen (NEC); Chatzidiakos (AZ), Blind (Ajax), Tjoe-A-On (Excelsior); Anita (RKC Waalwijk), Reijnders (AZ), Kökçü (Feyenoord), Kudus (Ajax); Odgaard (AZ), Gakpo (PSV Eindhoven), Bergwijn (Ajax).
- Tháng 10: Pandur (Fortuna Sittard); Veldmate (Emmen), Hancko (Feyenoord), Pinto (Sparta Rotterdam); Verschueren (Sparta Rotterdam), Berghuis (Ajax), Kökçü (Feyenoord), Köhlert (SC Heerenveen); Misidjan (Twente), Brobbey (Ajax), Gakpo (PSV Eindhoven).
- Tháng 11: Virgínia (Cambuur); Van Ewijk (SC Heerenveen), Hancko (Feyenoord), Smal (Twente); Taylor (Ajax), Rommens (Go Ahead Eagles), Kökçü (Feyenoord), El Karouani (NEC); Szymański (Feyenoord), Lauritsen (Sparta Rotterdam), Booth (Utrecht).
- Tháng 1: Olij (Sparta Rotterdam); Smal (Twente), Álvarez (Ajax), Arcus (Vitesse), Teze (PSV Eindhoven); Simons (PSV Eindhoven), Zerrouki (Twente), Klaassen (Ajax); Douvikas (Utrecht), Pavlidis (AZ), Adekanye (Go Ahead Eagles)
- Tháng 2: Cillessen (NEC); Geertruida (Feyenoord), Timber (Ajax), Álvarez (Ajax); Bakayoko (PSV Eindhoven), Berghuis (Ajax), Veerman (PSV Eindhoven), Simons (PSV Eindhoven); Kudus (Ajax), Pepi (Groningen), Tadić (Ajax)
- Tháng 3: Stanković (Volendam); Sugawara (AZ), Geertruida (Feyenoord), Chatzidiakos (AZ), Pinto (Sparta Rotterdam); Kökçü (Feyenoord), Simons (PSV Eindhoven), Saito (Sparta Rotterdam); Van Crooij (Sparta Rotterdam), Ugalde (Twente), Karlsson (AZ)
- Tháng 4: Van Gassel (Excelsior); Pinto (Sparta Rotterdam), Mirani (Volendam), Sánchez (Ajax); Reijnders (AZ), Kökçü (Feyenoord), Til (PSV Eindhoven); Paixão (Feyenoord), De Jong (PSV Eindhoven), Kramer (RKC Waalwijk), Giménez (Feyenoord)
- Tháng 5: Unnerstall (Twente); Geertruida (Feyenoord), Beukema (AZ), Hato (Ajax); Manhoef (Vitesse), Clasie (AZ), Vlap (Twente), Antonucci (Volendam); Černý (Twente), Douvikas (Utrecht), Simons (PSV Eindhoven)